# Rambygge

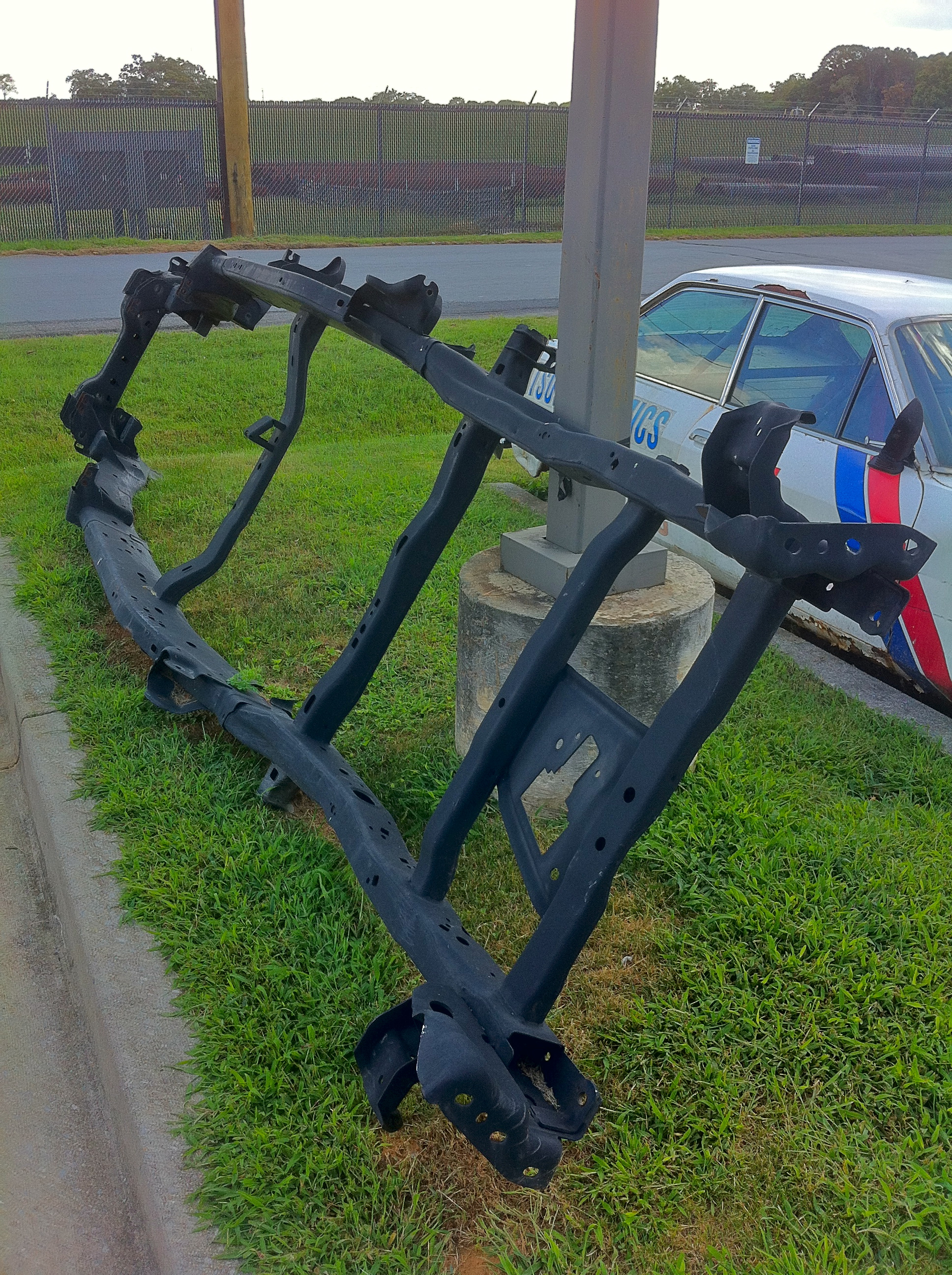
Stegram

Rambygge kallas det när chassit och karossen är separat byggda på ett fordon och en stark och relativt styv fordonsram bär drivlinan (motorn och drivlinan) till vilken hjulen och deras fjädring, bromsar och styrning är monterade. Medan detta var den ursprungliga metoden för att bygga bilar, används rambyggekonstruktion nu huvudsakligen för pickupbilar, stora stadsjeepar och tunga lastbilar.
I slutet av 1800-talet kunde ramarna, liksom de på vagnarna de ersatte, vara gjorda av trä (vanligtvis ask), förstärkta med stålplattor, men i början av 1900-talet blev stegramar eller chassi av stål snabbt standard. Massproduktion av helmetallkroppar började med Budd Company och Dodge Brothers. Helmetallramar blev vanliga på 1920-talet, förutom Europa, som följde nästan ett decennium senare. Europas skräddarsydda eller "coachbyggda" bilar innehöll vanligtvis några träramar eller använde gjutgods av aluminiumlegering. I början av internationell bilmontering och konstruktion skapade de flesta tillverkare rullande chassi bestående av en drivlina, fjädring, rattstång och en bränsletank som sedan skickades till en karossbyggare som lade till kaross, interiör och klädsel till kundens specifika önskemål.
Däremot utvecklades konstruktioner med självbärande kaross där paneler inuti karossen stödde bilen på dess fjädring, av europeiska tillverkare i slutet av 1920-talet tillsammans med Budd Company, USA (som hade ett antal stora fabriker i Europa) och dess tekniska kunnande. På grund av de höga kostnaderna för att utforma och utveckla dessa strukturer och de höga kostnaderna för specialiserade maskiner för att göra de stora pressningarna som krävs av denna konstruktionsstil, används den inte av lågvolymtillverkare, som kan konstruera en motsvarande struktur genom att svetsa stålrör för att bilda en lämplig rymdram.

## Historik

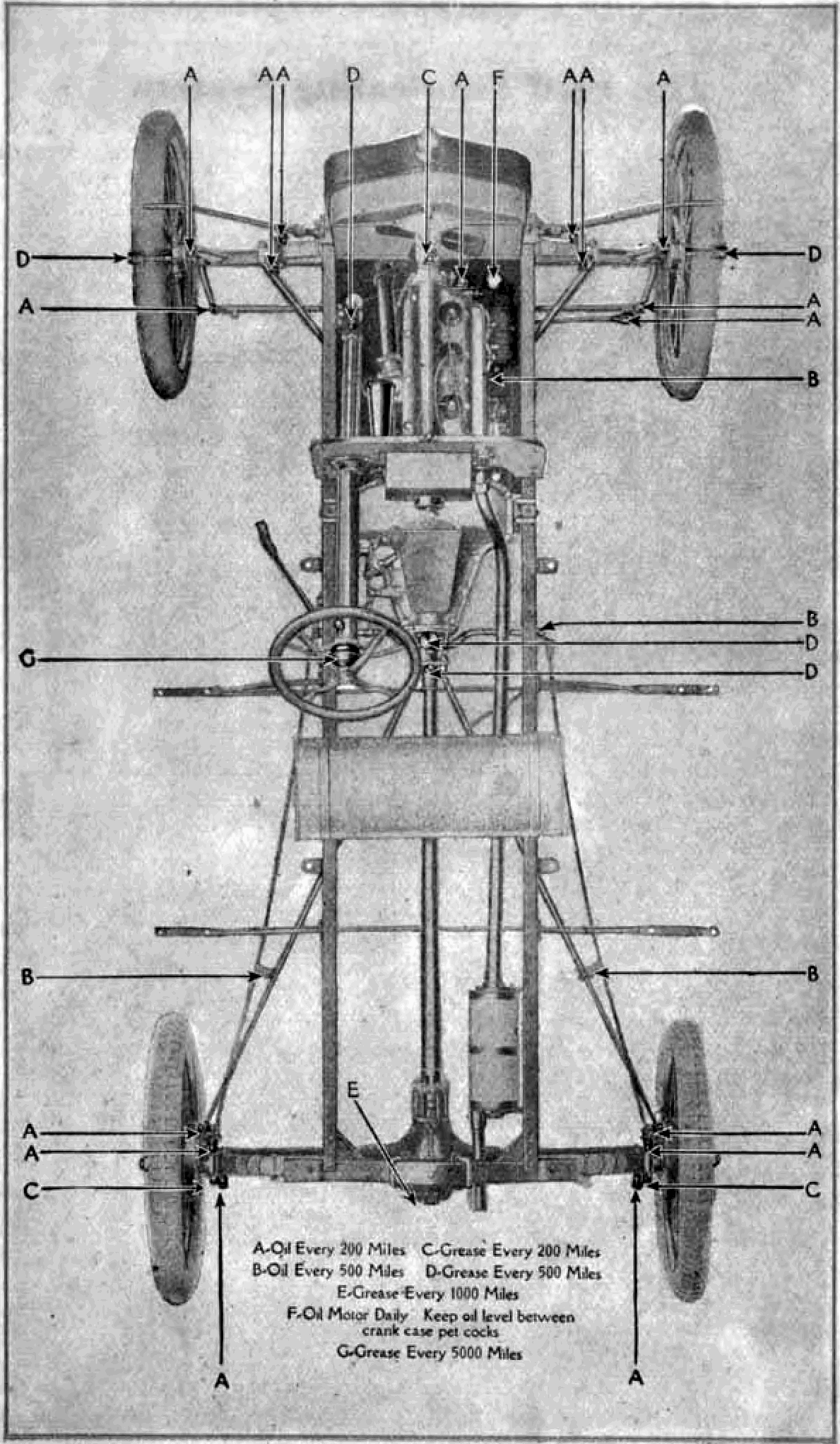
Ett Ford Model T-chassi redo för dess kaross

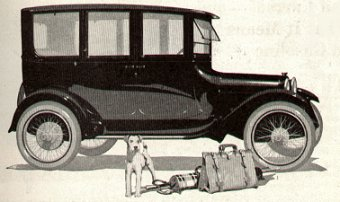
Helt stålchassi och
kaross i helt stål av Edward G Budd Manufacturing Company of Philadelphia för John och Horace Dodge

Ford Model T förde traditionen med kaross på ram över från hästdragna vagnar, vilket hjälpte till att underlätta tillverkning av stora volymer på ett rörligt löpande band. Användningen av stålstege och X-ramchassi gjorde det möjligt för många fordonsmodeller att dela chassi och drivlina samtidigt som det gjorde förändringar av karosseri och interiör relativt enkla, vilket höll kostnaderna nere och minimerade konstruktionstiden. Med tiden blev tekniken för unibody-konstruktion ekonomiskt genomförbar, med hjälp av CAD under de senaste decennierna. Dessutom har modern passagerarkomfort, lyx och servofunktioner, och omfattande säkerhetsförstärkningar av fordon, som alla lagt till betydande vikt, utnyttjat förmågan att kompensera detta med självbärande kaross har visat sig vara fördelaktig.
En handfull små passagerarfordon bytte till unibody-konstruktion i slutet av 1930-talet. Trenden hade börjat med bilar som Citroën Traction Avant (1934) och Opel Olympia (en General Motors design) som introducerades 1935, och den kortlivade, avbrutna Chrysler Airflow. Lastbilar, bussar och stora lågvolymbilar eller de tillverkade i USA fortsatte att använda separata karosser på "konventionella" ramar. Rambygge är fortfarande den föredragna konstruktionsmetoden för tunga nyttofordon (särskilt de som är avsedda att bära eller dra tunga laster, såsom lastbilar och vissa sportutility-fordon (SUV)), men när produktionsvolymerna ökar, byter ett ökande antal stadsjeepar och crossover-suvar till unibody-ramar. Massmarknadstillverkarna Ford, General Motors och Chrysler överger (2014) äkta rambygge-SUV:ar och väljer, när försäljningsvolymen tillåter, för effektivare konstruktion av unibody. Toyota tillverkar för närvarande de flesta rambygge-SUV:arna med 4Runner, Sequoia, Land Cruiser, Lexus GX och Lexus LX, följt av Nissan med Patrol, Armada och Infiniti QX56/80.

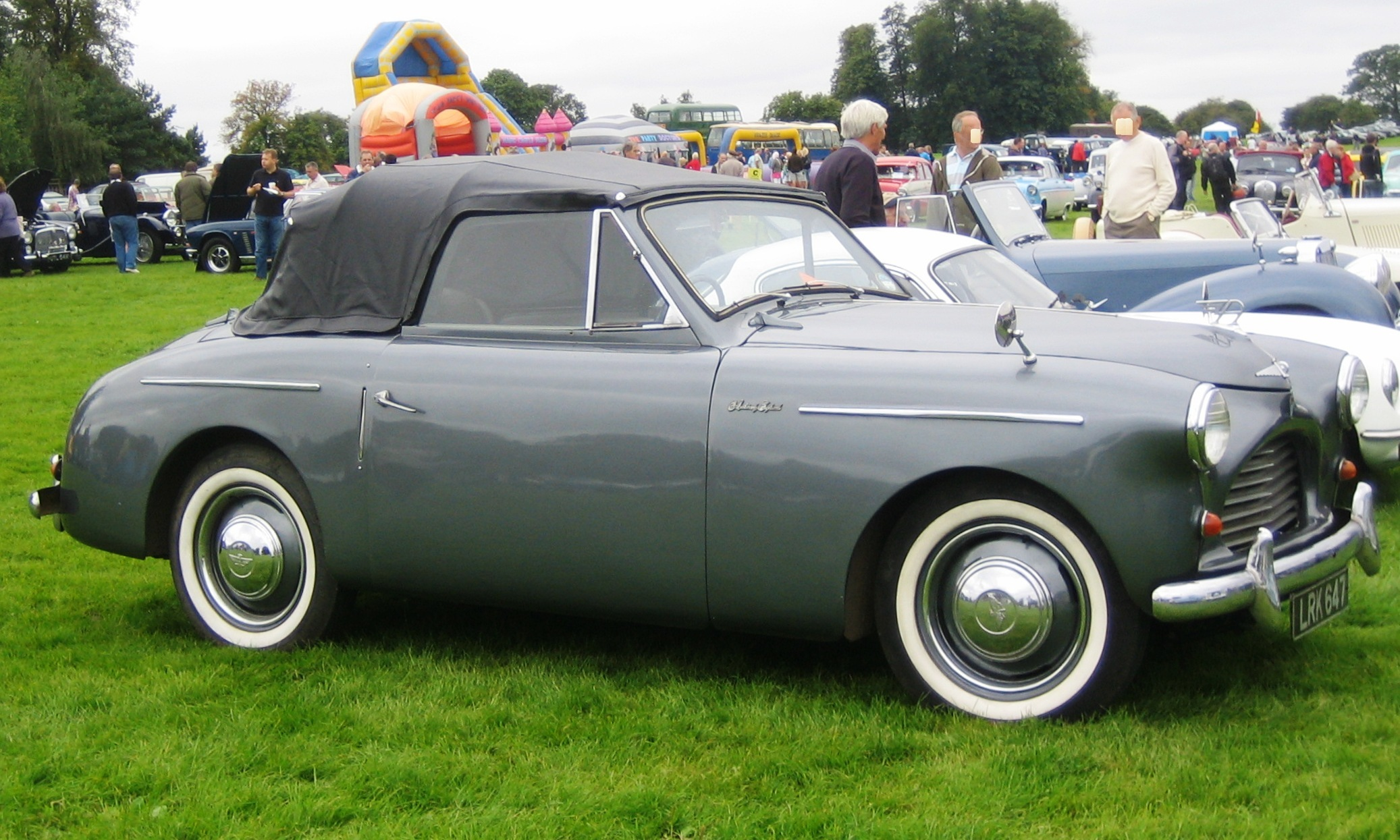
Austin A40 Sports, ca 1951. Jensen Motors (i West Bromwich) byggde aluminum-on-ash karosser under kontrakt och transporterade dem till Austins Longbridge-fabrik för slutmontering.

## Fördelar

### Hållfasthet
Rambyggda chassin klarar påfrestningar bättre än självbärande karosser. Så länge inte ramen är rostig eller skev kan karossen vara i princip hur rostig som helst till skillnad från en självbärande kaross där, som namnet antyder, karossen bär upp vikten i fordonet och kan knäckas om dess bärande delar har  rostskador.

### Flexibilitet
Eftersom karossen på ett rambygge inte har någon bärande funktion, kan den modifieras i stor utsträckning. Tunga lastbilar levereras ofta i form av ett chassi, där en karossbyggare levererar ett flak eller annan överbyggnad. Hot Rods byggs också på separat ram.

## Nackdelar
Rambyggda bilar blir i regel tyngre än bilar med självbärande kaross. Det kan även vara svårt att åstadkomma bra deformationszoner på ett rambygge.

## Förekomst

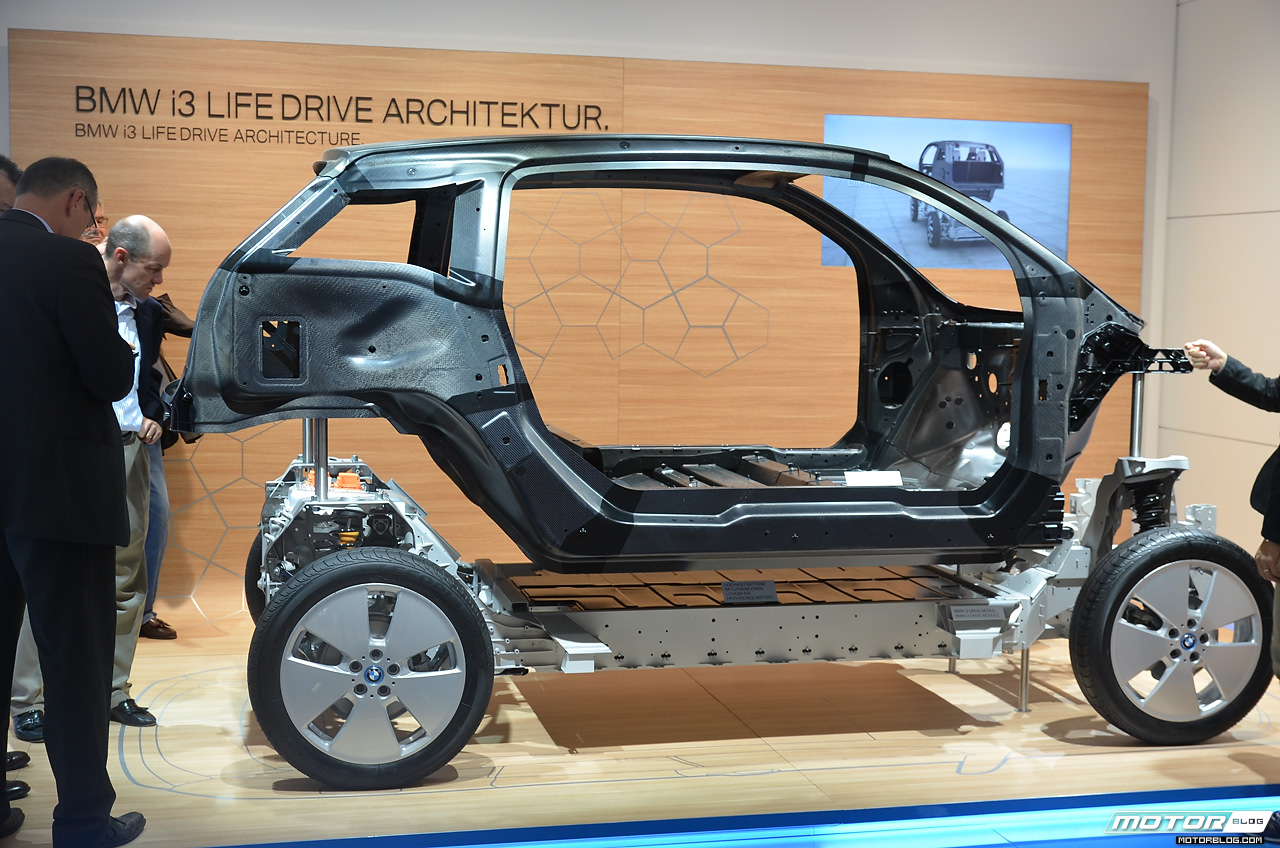
Elbilen BMW i3 är en av de sällsynta moderna personbilarna med separat kaross och ramdesign (2013).

Lastbilar, bussar och SUV:ar brukar vara rambyggda för att klara högre påfrestningar som antingen orsakas av hög vikt eller hård körning i terräng. De flesta moderna personbilar har däremot självbärande kaross där chassi, kaross och bärande balkar är sammanbyggda som en enhet i vilken alla komponenter som motor, växellåda och dylikt monteras. Sportvagnar med plastkaross eller andra lättviktsmaterial, till exempel Chevrolet Corvette, brukar däremot ofta vara rambyggda.

## Exempel
Följande är en lista över stadsjeepar och lätta pickupbilar som har en kaross-på-ramkonstruktion. Listan är indelad efter fordonskategori.

### SUV-bilar

#### Mini-SUV
- Suzuki Jimny

#### Medelstor-SUV
- Toyota 4Runner
- INEOS Grenadier
- Toyota Fortuner
- Toyota Land Cruiser Prado
- Lexus GX
- Mitsubishi Pajero Sport
- Nissan Terra
- SsangYong Rexton
- Isuzu MU-X
- Jeep Wrangler
- Ford Bronco
- Ford Everest
- Ford Explorer (until 2010)
- Kia Mohave
- Mercedes-Benz G-Class
- Mercury Mountaineer
- Lincoln Aviator (until 2005)
- Chevrolet TrailBlazer (until 2009)
- LDV D90
- TANK 300
- TANK 500

#### Fullstor SUV
- Toyota Land Cruiser
- Toyota Sequoia
- Lexus LX
- Cadillac Escalade (ESV)
- Chevrolet Suburban
- Chevrolet Tahoe
- Hongqi LS7
- Nissan Patrol
- Nissan Armada
- GMC Hummer EV
- GMC Yukon (XL)
- Jeep Wagoneer (Grand Wagoneer)
- Ford Expedition (EL/Max)
- Lincoln Navigator (L)
- Yangwang U8
- Infiniti QX80

#### Kompat-multifordon
- Mitsubishi Zinger

#### Medelstor-multifordon
- Toyota Innova (until 2021)
- Isuzu Panther

### Pickupbilar

#### Medelstor pickup
- Holden Colorado
- Ford Ranger
- GMC Canyon
- Isuzu D-Max
- Renault Alaskan
- SsangYong Musso
- Toyota Hilux
- Toyota Kijang
- Toyota Tacoma
- Mazda BT-50
- Mitsubishi Triton
- Nissan Frontier
- Nissan Navara
- Jeep Gladiator
- Volkswagen Amarok
- LDV T60
- GWM Ute Cannon

#### Fullstor pickup

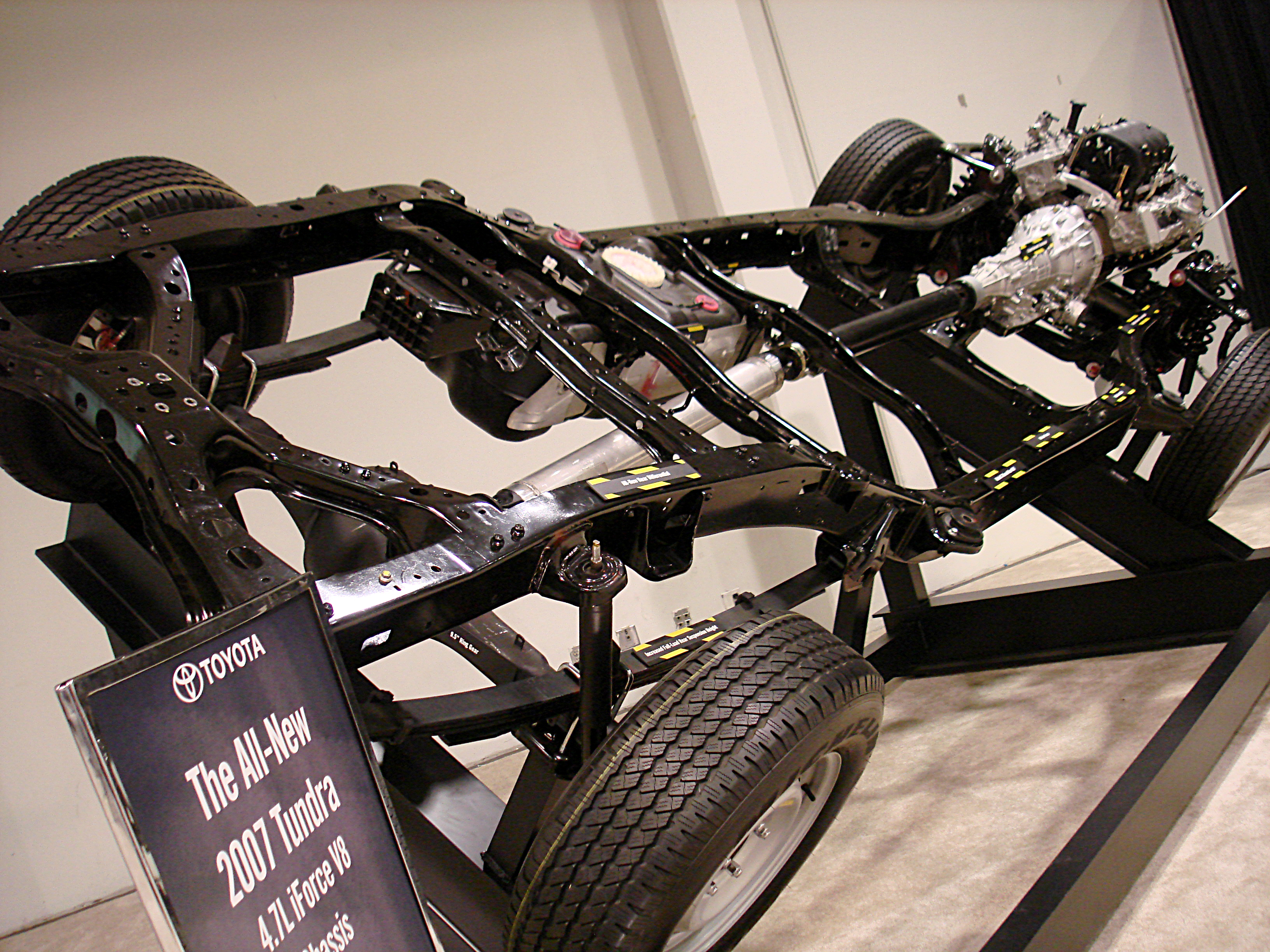
Toyota Tundra från 2007 är ett exempel på rambygge

- Chevrolet Silverado
- Ford F-Series
- GMC Hummer EV
- GMC Sierra
- Nissan Titan
- Ram pickup
- Toyota Tundra